# 赵镈
赵镈（1906年—1941年11月19日），陕西省府谷县人，八路军将领。

## 生平
1926年，在山西汾阳铭义中学读书时，加入中国共产党，后回乡参加领导了府谷县立高小学潮。后受中共地下党派遣去广州投考黄埔军校，考入黄埔军校第六期学习。
1927年国共分裂，他遵循中共地下党指示回到北方，在北平、天津一带从事地下工作，不久被捕。两年后获释，继续从事地下工作。1931年6月25日，赵镈再次被捕。1936年，经中共中央组织营救出狱，他时任狱中支部书记，具体安排大家分批出狱组织。1936年年8月，先后在冀东地区工作，不久调任中共津南特委书记。他以小学教员为职业掩护，活动于津浦铁路两侧，致力于恢复党组织的工作。1938年秋，调任冀鲁豫省委党校校长。1939年初，调任中共山东分局所属鲁西区党委组织部长兼党校校长和妇委书记。1940年春，赵镈又任为鲁南区党委书记。
1941年9月，日军以“分进合击、铁壁合围”的战术进行扫荡。鲁南区党委机关转移到临(沂)、郯(城)、苍(山)边联县中部的银厂村。10月27日凌晨3时，国军突然对鲁南区党委机关进行袭击，赵镈因保护机要文件被捕。11月19日，被国军枪决。